# Самая прекрасная земля на свете
«Самая прекрасная земля на свете» (англ. The land of decoration) — роман британской писательницы Грейс Макклин, опубликованный в 2012 году. Книга получила приз Дезмонда Эллиота в 2012 году и премию Бетти Траск в 2013 году.

## Главные герои
- Джудит Макферсон — десятилетняя девочка, живёт с отцом, мама умерла при родах. Создает в своей комнате игрушечный мир, её собственную Вселенную.

- Джон — отец Джудит. Работает на заводе, верит в Бога. Проповедует собственную веру о скором наступлении конца света.

- Нил Льюис — одноклассник Джудит, который ненавидит девочку и всячески издевается над ней и её отцом.

## Сюжет
Маленькая Джудит совсем не похожа на своих сверстников. Девочку воспитывает отец, семья живёт в бедности. Джудит не привлекает игра в куклы, мультики по телевизору. Больше всего она любит сидеть в своей комнате, в которой она создала Красу Земель — игрушечную страну из подручных материалов. Её отец проповедует учение, вся суть которого заключается в том, что скоро на планете наступит Армагеддон и спастись удастся не всем. Джудит тоже верит в конец света и ходит с отцом по городу, чтобы донести эту информацию до людей.
Девочку недолюбливают одноклассники, всё, что у неё есть — это Краса Земель. Однажды она устраивает в маленькой стране снегопад, и через 2 дня весь город заметает снегом. После этого Джудит слышит голос Бога, который говорит ей, что отныне она обладает даром. Из-за открывшегося дара она устраивает множество неприятностей и накликивает беду на свою семью.

## Релиз в России
Книга вышла в России в 2012 году в переводе Александры Глебовской, издательство «Азбука».

## Отзывы
Отзывы были преимущественно положительные. По мнению Криса Клива, роман захватывающий и запоминающийся, в нём Макклин пробуждает силу малых вещей, которые создают общую большую картину. Никола Бар пишет: «Содержание дебютного романа Макклин можно было ожидать, хотя бы потому, что автор выросла в похожем фундаментальном окружении и лично пережила то, что описывается в книге (что делает роман столь запоминающимся, а героиню удивительной)».